# Faruk Şen
Faruk Şen, né à Ankara le 21 avril 1948 et mort le 25 janvier 2025 à Istanbul,, est un économiste turc.

## Biographie
Il est économiste de formation et professeur honoraire à l’université de Duisbourg-Essen (Rhénanie du Nord-Westphalie). Engagé dans une carrière politique et associative en faveur de l’intégration des Turcs immigrés en Allemagne, il a été directeur jusqu’en 2008 du « Stiftung Zentrum für Türkeistudien » (Centre d’études turques).